# Kabulia akhtarii
Kabulia akhtarii är en nejlikväxtart som beskrevs av Norman Loftus Bor och C. E. C. Fischer. Kabulia akhtarii ingår i släktet Kabulia och familjen nejlikväxter. Inga underarter finns listade i Catalogue of Life.